# Hasselblad forum
Hasselblad forum var en svensk fototidskrift, grundad av Victor Hasselblad 1965 och utgiven av Hasselblad AB, Göteborg. En redaktör var Sören Gunnarsson (1939–2020), som också utgav biografin Victor Hasselblad – mannen bakom kameran 2006.
Tidskriften gavs ut som Hasselblad 1965–1984 och fortsatt som Hasselblad forum 1985–2004.
Tidskriften gavs ut på engelska 1985–2006, på franska 1985–1986, på tyska 1985-  och på spanska 1997– .
Innehållet omfattade bland annat presentationer från hela världen av amatör- och proffsfotografer som arbetade med Hasselblads kameror.